# Sistema museale della comunità della Lessinia
Il sistema museale della Comunità montana della Lessinia (provincia di Verona) è strutturato e coordinato su sette musei. Unico al mondo fra i sette è quello di Bolca che vede solo un museo simile ad esso, nella cittadina di Eichstätt in Germania. Importante è il Paleontologico per i suoi pezzi unici.
- Museo Botanico della Lessinia di Molina - comune di Fumane
È incentrato sulla flora della Lessinia con un particolare riferimento alla locale Valle dei Molini. Vi sono oltre 300 specie della flora della Lessinia.

- Museo Geopaleontologico di Camposilvano - comune di Velo Veronese
Ha una notevole varietà di reperti, sia locali sia provenienti da varie parti del mondo.

- Museo Paleontologico e Preistorico di Sant'Anna d'Alfaedo
Raccoglie reperti paleontologici ed archeologici di notevole interesse scientifico. Sono estratti dalle cave di pietra della Lessinia, prevalentemente sul Monte Loffa.

- Museo dei fossili di Bolca - comune di Vestenanova
Contiene i reperti fossili rinvenuti nel territorio. È il più importante deposito fossilifero conosciuto. I fossili risalgono a circa 50 milioni di anni fa.

- Museo Etnografico dei Cimbri di Giazza - comune di Selva di Progno
È dedicato al mondo cimbro nella sua storia dal medioevale al moderno.

- Museo dei Trombini di San Bortolo - comune di Selva di Progno
Si incentra sui trombini o scìopi da sagra e pistoni.

- Museo Etnografico di Bosco Chiesanuova
È dedicato alla documentazione, con oggetti originali, fotografie e modelli in scala, sulla vita delle comunità e delle persone in Lessinia sia nel passato sia oggi.